# Gnophopsodos gnophosaria
Gnophopsodos gnophosaria är en fjärilsart som beskrevs av Charles Oberthür 1893. Gnophopsodos gnophosaria ingår i släktet Gnophopsodos och familjen mätare. Inga underarter finns listade i Catalogue of Life.